# Distrito de Cachar
Cachar (en asamés; কাছাৰ) es un distrito de India en el estado de Assam. Código ISO: IN.AS.CA.
Comprende una superficie de 3 786 km².
El centro administrativo es la ciudad de Silchar.

## Demografía
Según censo 2011 contaba con una población total de 1 736 319 habitantes, de los cuales 849 703 eran mujeres y 886 616 varones.